# Comté de Merced
Pour les articles homonymes, voir Merced.
Le comté de Merced (en anglais : Merced County) est un comté américain de l'État de Californie. Au recensement des États-Unis de 2020, il compte 281 202 habitants. Le siège de comté est Merced.

## Histoire
Le comté tient son nom de la rivière Merced, ou El Rio de Nuestra Señora (rivière de Notre-Dame de la miséricorde),nommée en 1806 par une expédition dirigée par Gabriel Moraga, qui la découvrit à la fin d'une journée chaude et poussiéreuse sur le El Camino Viejo à travers la vallée San Joaquin dans la province espagnole "Las Californias".
Entre 1841 et 1844, alors que l'Alta California était un territoire du Mexique, quatre concessions de terres mexicaines ont été accordées dans le comté de Merced : Rancho Orestimba y Las Garzas, Rancho Panoche de San Juan y Los Carrisolitos, Rancho San Luis Gonzaga, et Rancho Sanjon de Santa Rita.
Le comté de Merced a été créé en 1855 à partir de quelques parties du comté de Mariposa. Des parties de son territoire ont été données au comté de Fresno en 1856.

## Démographie
| 1860  | 1870  | 1880  | 1890  | 1900  | 1910   |
| ----- | ----- | ----- | ----- | ----- | ------ |
| 1 141 | 2 807 | 5 656 | 8 085 | 9 215 | 15 148 |

| 1920  | 1930   | 1940   | 1950   | 1960   | 1970    |
| ----- | ------ | ------ | ------ | ------ | ------- |
| 2 457 | 36 748 | 46 988 | 69 780 | 90 446 | 104 629 |

| 1980    | 1990    | 2000    | 2010    | 2020    | - |
| ------- | ------- | ------- | ------- | ------- | - |
| 134 560 | 178 403 | 210 554 | 255 793 | 281 202 | - |

## Transport
Les routes principales sont:
- Interstate 5
- California State Route 33
- California State Route 59
- California State Route 99
- California State Route 140
- California State Route 152
- California State Route 165

Le Merced Municipal Airport, situé au sud-ouest du centre de Merced, est l'aéroport principal du comté, où l'on peut également trouver Castle Airport, Gustine Airport et Los Banos Municipal Airport, dédiés à l'aviation générale.